# カフェインデヒドロゲナーゼ
カフェインデヒドロゲナーゼ(caffeine dehydrogenase)は、次の化学反応を触媒する酸化還元酵素である。
カフェイン + ユビキノン + H2O {\displaystyle \rightleftharpoons } 1,3,7-トリメチル尿酸 + ユビキノール
この酵素の基質はカフェイン、ユビキノンとH2O で、生成物は1,3,7-トリメチル尿酸とユビキノールである。
この酵素は酸化還元酵素に属し、キノンまたはその類似化合物を受容体としてCH基またはCH2基に特異的に作用する。組織名はcaffeine:ubiquinone oxidoreductaseである。